# Tata Ronkholz
Tata Ronkholz (1940–1997) foi uma fotógrafa alemã. Foi membro da Escola de Fotogragfia de Düsseldorf, na sua qualidade de estudante de Bernd Becher.
O seu trabalho encontra-se nas colecções permanentes do Museu de Belas Artes de Houston, do Die Photographische Sammlung, na Alemanha, e do Museu Städel, em Frankfurt.